# Gilles Jaquet
Gilles Jaquet (La Chaux-de-Fonds, 16 de junio de 1974) es un deportista suizo que compitió en snowboard.
Ganó una medalla de oro en el Campeonato Mundial de Snowboard de 2001, en la prueba de eslalon paralelo. Participó en tres Juegos Olímpicos de Invierno, entre los años 1998 y 2006, ocupando el octavo lugar en Turín 2006 y el noveno en Salt Lake City 2002, en ambas ocasiones en la prueba de eslalon gigante paralelo.

## Medallero internacional
| Campeonato Mundial | Campeonato Mundial            | Campeonato Mundial | Campeonato Mundial |
| Año                | Lugar                         | Medalla            | Competición        |
| ------------------ | ----------------------------- | ------------------ | ------------------ |
| 2001               | Madonna di Campiglio (Italia) | Medalla de oro     | Eslalon paralelo   |